# Нижневычегодцы
Нижневычегодцы (коми эжватас, от коми Эжва — Вычегда) — этнографическая группа коми.
Проживают на нижнем течении реки Вычегда в Усть-Вымском районе Республики Коми между сёлами Межог (к западу от пгт Жешарт) и Коквицы (к юго-востоку от г. Микунь). До XVII века нижневычегодские коми заселяли Вычегду значительно ниже, вплоть до современного города Котлас (при впадении в Северную Двину) на юго-востоке Архангельской области.
В языке выделяются особым диалектом, в котором наряду с древними вепскими заимствованиями присутствуют более поздние русские. Антропологически присущ европеоидный восточно-балтийский тип. В отличие от верхневычегодцев (вылысэжвасаяс), у нижневычегодцев старообрядчество не получило заметного распространения.
В 1990 году в Усть-Куломском районе создано просветительское общество «Эжватас», первым председателем избран писатель Василий Лодыгин.